# 永兴县 (越南)
永兴县是越南隆安省下辖的一个县。

## 地理
永兴县北接柬埔寨，西南接新兴县，东南接沐化县。

## 历史
1994年3月24日，兴田B社析置兴田社，永治社和永利社析置永顺社，永盛社和兴盛社析置新兴市镇；以永盛社、永利社、永大社、兴田B社、兴盛社、永周A社、永周B社、盛兴社、兴河社、兴田社和新兴市镇1市镇10社析置新兴县；永兴县仍辖庆兴社、兴田A社、永治社、太治社、太平中社、永平社、永顺社、宣平社、宣平西社和永兴市镇1市镇9社。

## 行政区划
永兴县下辖1市镇9社，县莅永兴市镇。
- 永兴市镇（Thị trấn Vĩnh Hưng）
- 兴田A社（Xã Hưng Điền A）
- 庆兴社（Xã Khánh Hưng）
- 太平中社（Xã Thái Bình Trung）
- 太治社（Xã Thái Trị）
- 宣平社（Xã Tuyên Bình）
- 宣平西社（Xã Tuyên Bình Tây）
- 永平社（Xã Vĩnh Bình）
- 永顺社（Xã Vĩnh Thuận）
- 永治社（Xã Vĩnh Trị）